# Ambrose L. Jordan
Ambrose Latting Jordan (* 5. Mai 1789 in Hillsdale, New York; † 16. Juli 1865 in New York City) war ein US-amerikanischer Jurist, Zeitungsredakteur und Politiker.

## Frühe Jahre
Über die Jugendjahre von Ambrose Latting Jordan ist nichts bekannt. Er studierte Jura, erhielt 1812 seine Zulassung als Anwalt und begann dann in Cooperstown (New York) zu praktizieren. Die Folgejahre waren vom Britisch-Amerikanischen Krieg überschattet. Er war von 1815 bis 1818 Vormundschafts- und Nachlassrichter im Otsego County und von 1818 bis 1820 Bezirksstaatsanwalt im Otsego County. 1820 zog er nach Hudson (New York) und übernahm dort die Leitung einer Zeitung, der Columbia Republican. Von 1821 bis 1827 war er als Recorder in Hudson tätig.
Er saß 1825 für das Columbia County in der New York State Assembly und von 1826 bis 1829 für den 3. Bezirk im Senat von New York (49. bis 51. New York State Legislature). Am 7. Januar 1829 trat er von seinem Senatssitz zurück, dem zweiten Tag der Session in der 52. New York State Legislature.
Im Februar 1837 kandidierte er als Whig für einen Sitz im US-Senat, erlitt aber eine Niederlage gegenüber dem Amtsinhaber Silas Wright.

## Anti-Rent-War-Strafprozess
Jordan war 1845 der Hauptverteidiger von einigen Anführern des Anti-Rent Wars in ihrem Strafprozess wegen Aufruhr, Verschwörung und Raub. John Van Buren, der Attorney General von New York, führte persönlich die Anklage. Beim ersten Strafprozess konnten die Geschworenen zu keinem Urteil kommen. Bei der Wiederaufnahme des Verfahrens im September 1845 gerieten die beiden gegnerischen Anwälte aneinander. Es kam zu einem Faustkampf vor Gericht. Infolgedessen verurteilte sie der vorsitzende Richter, John W. Edmonds, zu solitary confinement in the county jail for 24 hours. Van Buren reichte daraufhin seinen Rücktritt ein, allerdings weigerte sich der Gouverneur von New York Silas Wright diesen anzunehmen. Daraufhin führten beide Anwählte den Fall nach ihrer Entlassung aus dem Gefängnis. Der Angeklagte Smith A. Boughton (Big Thunder) wurde zu einer lebenslangen Haftstrafe verurteilt. Bei der folgenden Gouverneurswahl erlitt Gouverneur Wright eine Niederlage gegenüber seinem Herausforderer John Young, der die Anti-Renters unterstützte. Young begnadigte Boughton nach seinem Amtsantritt.

## Späte Jahre
1846 nahm er an der Verfassunggebenden Versammlung von New York teil. Jordan wurde dann 1847 als erster Attorney General von New York durch eine Volksabstimmung unter der neuen Verfassung von New York in sein Amt gewählt. Bei der Wahl trat er als Kandidat der Whigs und der Anti-Renters an. Er bekleidete den Posten vom 1. Januar 1848 bis zum 31. Dezember 1849. Danach nahm er seine Tätigkeit als Anwalt wieder auf.
Jordan wurde auf dem Friedhof in Hudson (New York) beigesetzt.